# Cerçay
Cet article court présente un sujet plus développé dans : Bridoré#Histoire.
Cerçay est une ancienne commune d’Indre-et-Loire, annexée en 1790-1794 par le village de Bridoré.